# Nikare II.
Nikare II. (Ni-ka-Re) war ein altägyptischer Kleinkönig aus der Hyksos-Zeit (ab etwa 1719 bzw. 1692 v. Chr.) während der 16. Dynastie.
Der Thronname dieses Königs ist nur auf einem Skarabäus belegt (Fraser).